# Caiuby
Caiuby Francisco da Silva (ur. 14 lipca 1988 w São Paulo) – brazylijski piłkarz, występujący w szwajcarskim klubie Grasshopper Club Zürich (wypożyczony z niemieckiego klubu FC Augsburg).

## Kariera klubowa
29 sierpnia 2008 Caiuby podpisał 5-letni kontrakt z klubem VfL Wolfsburg. Swojego pierwszego gola na 7:0 strzelił w debiutowym meczu w pucharze Niemiec przeciwko FC Oberneuland. 5 września 2008 zaliczył kuriozalny debiut w Bundeslidze. W czasie meczu z FC Schalke 04 został wprowadzony na boisko zmieniając Christiana Gentnera, 60 sekund później strzelił gola na 2:1 dla zespołu z Dolnej Saksonii. Po dziewięciu minutach z powodu czerwonej kartki, którą otrzymał Ricardo Costa został zdjęty z boiska. Mecz zakończył się remisem.
14 lutego 2019 został wypożyczony do szwajcarskiego klubu Grasshopper Club Zürich.